# Karl Grabenhorst
Karl Grabenhorst (* 16. Oktober 1896 in Neustadt am Rübenberge; † 24. Juli 1983 in Göttingen) war ein deutscher Architekt und Baubeamter.

## Ausbildung, Leben und Werk

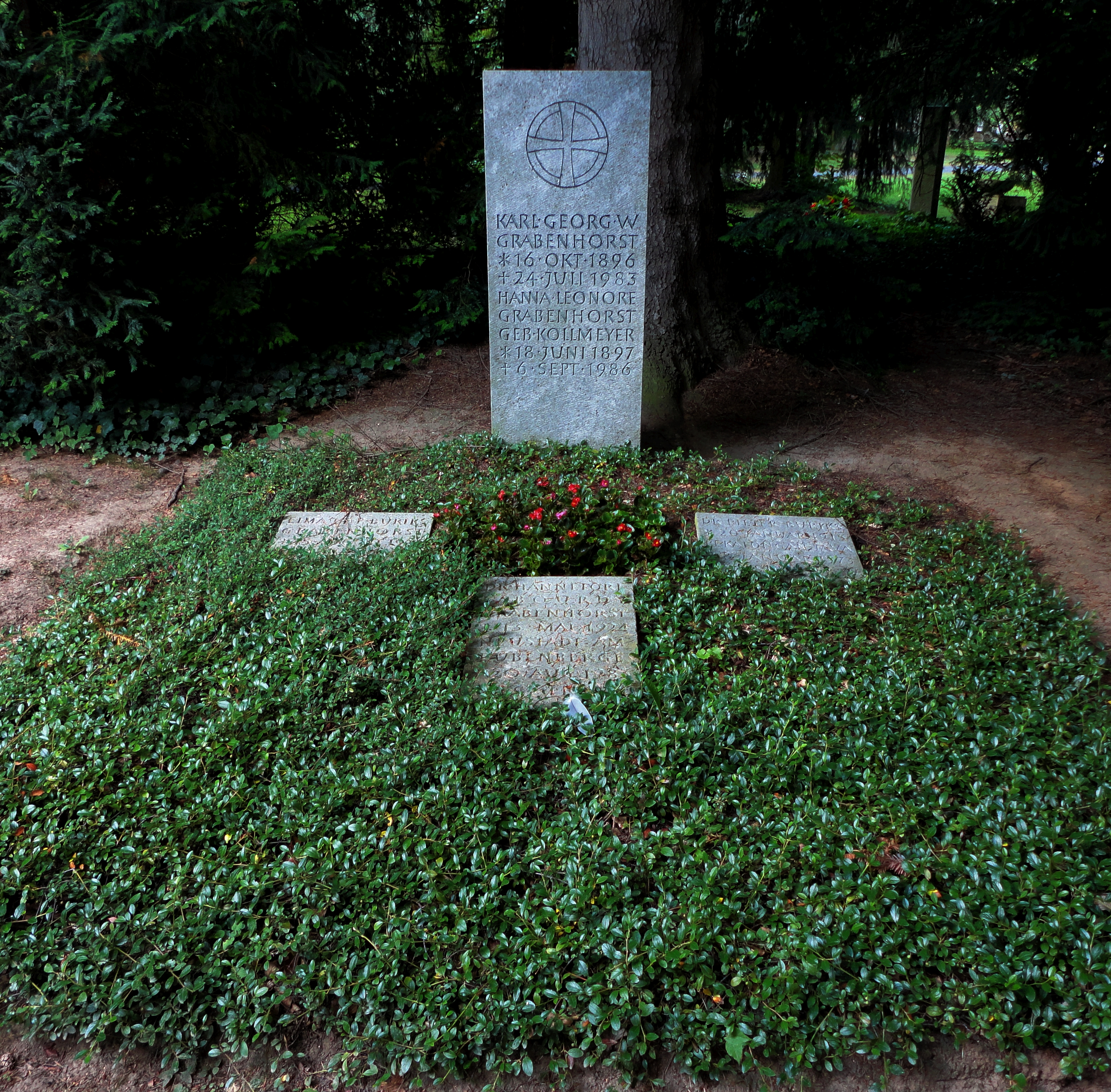
Göttingen, Stadtfriedhof: Grab Karl Grabenhorst

Karl Grabenhorst besuchte die Humboldtschule Hannover, die er 1915 mit dem Abitur abschloss. Anschließend nahm er bis 1919 als Soldat am Ersten Weltkrieg teil. Danach studierte er an der Technischen Hochschule Hannover Architektur und legte 1922 seine Diplomprüfung ab. Danach war er Assistent am Lehrstuhl für Baukunst der Antike und legte 1925 die „Staatsprüfung im Baufache“ zum Regierungsbaumeister mit einer Prämie zur Ausführung einer Studienreise ab. Seine Erstanstellung war bei der „Regierung Hannover“, wo er bis 1928 im preußischen Staatshochbauamt in Hannover wirkte. Dann wechselte er für die Jahre von 1934 bis 1939 ins preußische Hochschulbauamt und arbeitete im Neubauamt in Weilburg an der Lahn. 1939 bis 1945 leistete Grabenhorst erneut Kriegsdienst.
Ab August 1946 war Grabenhorst bei der Stadtverwaltung Göttingen beschäftigt, von 1948 bis zu seiner Pensionierung im Oktober 1961 – als Nachfolger von Otto Frey – als Dezernent, Stadtbaudirektor und Leiter des Stadtbauamts. Ab 1947 war Grabenhorst auch Geschäftsführer des Zweckverbandes „Wirtschaftsraum Stadt und Landkreis Göttingen.“ In Grabenhorsts Dienstzeit fiel die Zeit des Göttinger Wiederaufbaus nach dem Zweiten Weltkrieg mit starkem Bevölkerungsanstieg und der Entwicklung von Neubaugebieten. 1952–1953 entstand unter seiner Leitung und mit Unterstützung des beauftragten Landschaftsplaners Heinrich Wiepking-Jürgensmann in Göttingen als erster deutscher Stadt ein Landschaftspflegeplan. 1959/60 erhielt er das Bundesverdienstkreuz. Im Ruhestand veröffentlichte Grabenhorst 1964 einen ausführlichen Tätigkeitsbericht seiner Amtszeit. Sein Nachfolger im Amt wurde Stadtbaurat Herbert Wiltenstein.

## Familie, Privates, Nachlässe
Karl Grabenhorst war der zweite von drei Söhnen eines Schornsteinfegermeisters in Neustadt am Rübenberge, nordwestlich von Hannover. Sein jüngerer Bruder war der Schriftsteller Georg Grabenhorst. Er war seit 1923 verheiratet mit Hanna Kollmeyer aus Neustadt am Rübenberge; das Paar hatte eine 1924 geborene Tochter.
Grabenhorst blieb seiner Heimatstadt Neustadt am Rübenberge ein Leben lang eng verbunden, wo er seit den 1920er Jahren Lichtbildervorträge hielt. Er war seit seiner Jugend auch ein begabter Fotograf und Zeichner; Teile seines bildnerischen Nachlasses liegen im Bildarchiv der Region Hannover. Überliefert sind auch eindrucksvolle Fotografien seiner Zeit im Ersten Weltkrieg in Belgien, darunter von zerstörter Architektur. Er gestaltete zudem Bucheinbände, so den Umschlag zur Erzählung Die Reise nach Luzern (Auflage von 1949) seines Bruders Georg Grabenhorst.
Der teilweiser Nachlass von Grabenhorst mit Unterlagen aus dem Zeitraum 1946–1981 befindet sich im Stadtarchiv Göttingen.

## Bauten

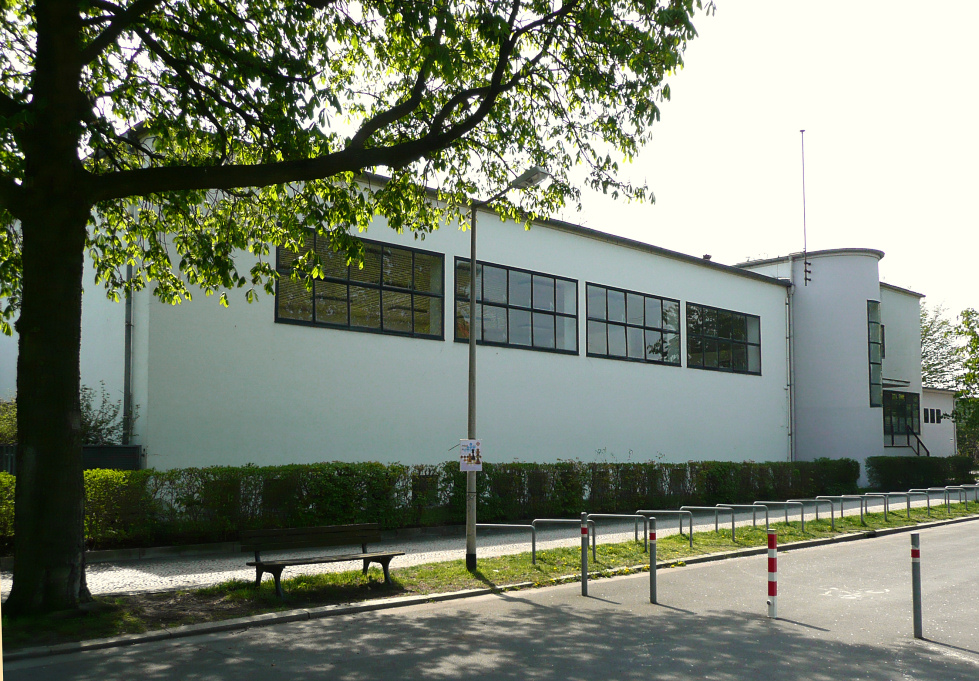
Turnhalle und Mensa der TiHo Hannover, Robert-Koch-Platz 10

- 1925: Denkmal für die Gefallenen des Ersten Weltkriegs in Neustadt am Rübenberge, Suttorfer Straße[1]; unter Denkmalschutz.[18]
- 1929–1930: Turnhalle und Mensa der Tierärztlichen Hochschule Hannover, Robert-Koch-Platz 10 („Architekt: Preußische Hochbauverwaltung. Oertliche Bauleitung: Regierungsbauräte Franz Kassbaum und Karl Grabenhorst“[19][20]); unter Denkmalschutz.[21]
- 1934–1936: Umbau der barocken Schlossanlage Windhof bei Weilburg an der Lahn.[22][23] Der Bau war Teil eines umfassenderen Projekts zu einer von Grabenhorst entworfenen neuen Hochschule für Lehrerbildung, von dem nur der Mensa- und Küchenbau sowie die Turnhalle zur Ausführung kamen; unter Denkmalschutz.[24]

## Schriften
- Der Lavesbau, in: 75 Jahre Opernhaus Hannover 1852–1927. Hrsg.: Städtische Bühnen Hannover. Bearbeiter Karl Bauer. Hannover 1927, S. 31–40.
- (mit Erwin Schwarzer): Schloss Weilburg an der Lahn. Verwaltung der Staatlichen Schlösser und Gärten, Berlin 1937.
- Der Windhof, in: Zentralblatt der Bauverwaltung, 57. Jahrgang, 1937, S. 29–42.
- Georg J. Merkel und die Göttinger Landschaftspflege. In: Göttingen, die Universitätsstadt im Grünen. Hrsg. Zweckverband Wirtschaftsraum Stand und Landkreis Göttingen. Göttingen 1964, S. 7–78.
- Göttinger Landschaftspflege. In: Göttingen, Planung und Aufbau, Heft 2, Verlag Edgar Hartmann, Osterode (Harz) 1966, S. 8–9.